# تورنی ۱۲۸۶۰
سیارک ۱۲۸۶۰ (به انگلیسی: 12860 Turney، نامگذاری:1998KT32) دوازده هزار و هشتصد و شصتمین سیارک کشف شده‌است که در ۲۲ مه ۱۹۹۸ کشف شد.
قدر مطلق سیارک برابر ۱۷.۸ است.